# Estación Villa Mercedes
Villa Mercedes es una estación ferroviaria ubicada en la localidad del mismo nombre, Departamento General Pedernera, Provincia de San Luis, República Argentina.

## Servicios
No presta servicios de pasajeros desde 1993. Por sus vías corren trenes de carga de la empresa estatal Trenes Argentinos Cargas.
Hasta marzo de 1993 corría en forma diaria el tren “El Aconcagua” (renombrado “El Cuyano” en sus últimos meses de funcionamiento) que unía Retiro con San Juan, pasando por Junín, Rufino, Villa Mercedes, San Luis y Mendoza. Hasta 1992 corría también en temporada de verano el “Sierras Grandes” que unía Retiro con Villa Mercedes, tres veces por semana, desde entonces no corren trenes de pasajeros, aunque en la actualidad (2021) hay algunas iniciativas que permitirían el regreso de algunos servicios.

## Historia
En el año 1900 fue inaugurada la Estación, por parte del Ferrocarril Buenos Aires al Pacífico, en el ramal de Retiro a Mendoza. También, es parte del ramal proveniente de Río Cuarto, en la Provincia de Córdoba, en el Departamento Homónimo.